# Ulans impériaux et royaux
Les ulans impériaux et royaux (allemand: KuK Ulanen ; hongrois: Császári és Királyi Ulánusok) constituent, avec les hussards et les dragons impériaux et royaux, la cavalerie austro-hongroise, de 1867 à la chute de l'empire en 1918. Ces unités sont présentes au sein de l'armée commune (la Heer ou armée multinationale de l'empire) et de l'armée territoriale impériale-royale autrichienne (ou Landwehr autrichienne). Ainsi, la Landwehr hongroise (ou Honvéd) ne comprend pas de uhlans.

## Structure
L'armée commune compte onze régiments de ulans, puis neuf après 1873, et la Landwehr autrichienne six. Par tradition, la plupart des ulans sont recrutés sur les terres du royaume de Galicie et de Lodomérie, parmi les Ruthènes et les Polonais, et les régiments, à quelques exceptions près, y sont tous stationnés. En 1914, chaque régiment se compose de deux bataillons, et chaque bataillon de trois compagnies (eskadronen)[réf. souhaitée].
Dès la création de l'armée commune et la réorganisation de la cavalerie autrichienne en 1867, toutes les unités de ulans (orthographe autrichienne des uhlans ou lanciers germaniques) sont équipés de la même manière que le reste de la cavalerie, avec sabre, carabine et revolver.

## Ulans impériaux et royaux
- 1e régiment galicien de ulans (Ritter von Brudermann) (Galizisches Ulanen-Regiment „Ritter von Brudermann“ Nr. 1)
- 2e régiment galicien de ulans (Prince de Schwarzenberg) (Galizisches Ulanen-Regiment „Fürst zu Schwarzenberg“ Nr. 2)
- 3e régiment galicien de ulans (Archiduc Karl) (Galizisches Ulanen-Regiment „Erzherzog Carl“ Nr. 3)
- 4e régiment galicien de ulans (Empereur) (Galizisches Ulanen-Regiment „Kaiser“ Nr. 4)
- 5e régiment ukraino-croate de ulans (Empereur Nicolas II de Russie) (Ukrainisch-Croatisches Ulanen-Regiment „Nikolaus II. Kaiser von Rußland“ Nr. 5)
- 6e régiment galicien de ulans (Empereur Joseph II) (Galizisches Ulanen-Regiment „Kaiser Joseph II.“ Nr. 6)
- 7e régiment galicien de ulans (Archiduc François Ferdinand) (Galizisches Ulanen-Regiment „Erzherzog Franz Ferdinand“ Nr. 7)
- 8e régiment galicien de ulans (Comte Auersperg) (Galizisches Ulanen-Regiment „Graf Auersperg“ Nr. 8)
- 11e régiment bohémien de ulans (Empereur Alexandre II de Russie) (Böhmisches Ulanen-Regiment „Alexander II. Kaiser von Rußland“ Nr. 11)
- 12e régiment hongrois (croate-slovène) de ulans (Comte Huyn) (Ungarisches (croatisch-slavonisches) Ulanen-Regiment „Graf Huyn“ Nr. 12)
- 13e régiment galicien de ulans (von Böhm-Ermolli) (Galizisches Ulanen-Regiment „von Böhm-Ermolli“ Nr. 13)
- Régiments dissous en 1873[1] :
  - 9e régiment de ulans (devenu 10e régiment de dragons)
  - 10e régiment de ulans (devenu 16e régiment de hussards)

## Uhlans de la Landwehr Impériale-Royale

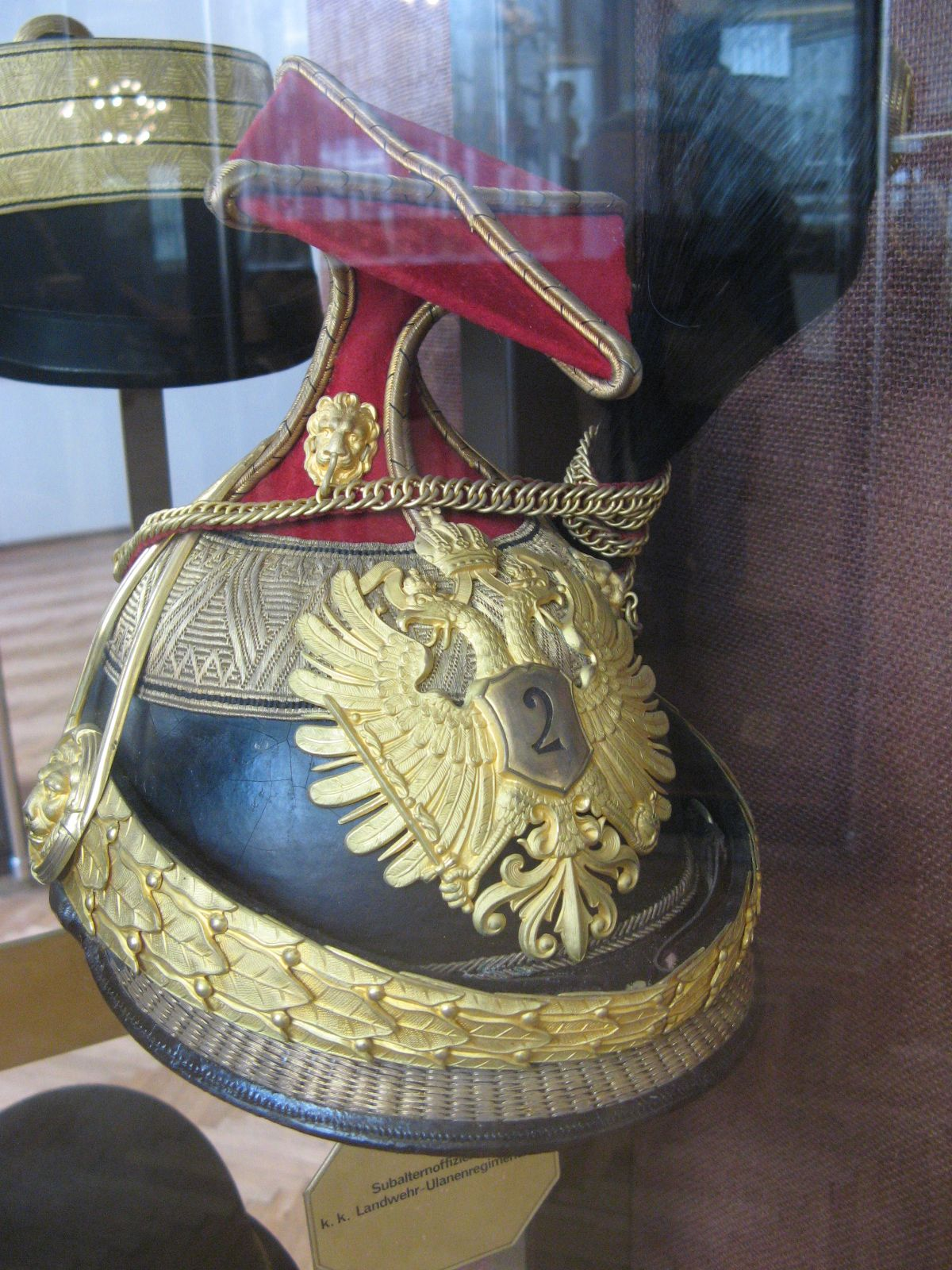
Chapka d'officier subalterne du 2e ulans de Landwehr.

- 1er Landwehr Uhlans (Landwehr Ulanen Regiment Nr. 1)

Assigné comme cavalerie divisionnaire :
1er et 2e escadrons : 11e division d'infanterie
3e et 4e escadrons : 30e division d'infanterie
5e et 6e escadrons : 43e division d'infanterie de Landwehr
Nationalités : 65 % Ruthènes - 30 % Polonais - 5 % divers
Quartier du recrutement : Lemberg
Garnison : Lemberg
- 2e Landwehr Uhlans (Landwehr Ulanen Regiment Nr. 2)

Assigné comme cavalerie divisionnaire:
1er et 2e escadrons : 26e division d'infanterie de Landwehr
3e et 4e escadrons : 29e division d'infanterie
5e et 6e escadrons : 10e division d'infanterie
Nationalités : 58 % tchèques - 42 % divers
District de recrutement : Leitmeritz
Garnison : Hohenmauth
- 3e Landwehr Uhlans (Landwehr Ulanen Regiment Nr. 3)

Assigné comme cavalerie divisionnaire :
1er et 2e escadrons : 45e division d'infanterie de Landwehr
3e et 4e escadrons : 24e division d'infanterie
5e et 6e escadrons : 2e division d'infanterie
Nationalités : 69 % Polonais - 26 % Ruthènes - 5 % divers
District de recrutement : Przemysl
Garnison : Rzeszów
- 4e Landwehr Uhlans ( Landwehr Ulanen Regiment Nr. 4 )

Assigné comme cavalerie divisionnaire :
1er et 2e escadrons : 5e division d'infanterie
3e et 4e escadrons : 12e division d'infanterie
5e et 6e escadrons : 46e division d'infanterie de Landwehr
Nationalités : 85 % Polonais - 15 % Divers
District de recrutement : Krakau
Garnison : Olmütz
- 5e Landwehr Uhlans (Landwehr Ulanen Regiment Nr. 5)

Assigné comme cavalerie divisionnaire :
1er et 2e escadrons : 4e division d'infanterie
3e et 4e escadrons : 25e division d'infanterie
5e et 6e escadrons : 13e division d'infanterie Landwehr
Nationalités : 97 % Allemands - 3 % Divers
District de recrutement : Vienne
Garrison : Stockerau
- 6e Landwehr Uhlans (Landwehr Ulanen Regiment Nr. 6)

Assigné comme cavalerie divisionnaire :
1er et 2e escadrons : 3e division d'infanterie
3e et 4e escadrons : 8e division d'infanterie
5e et 6e escadrons : 44e division d'infanterie Landwehr
Nationalités : 60 % Allemands - 39 % Tchèques - 1 % Divers
District de recrutement : Prague
Garnison : Wels